# بایدو

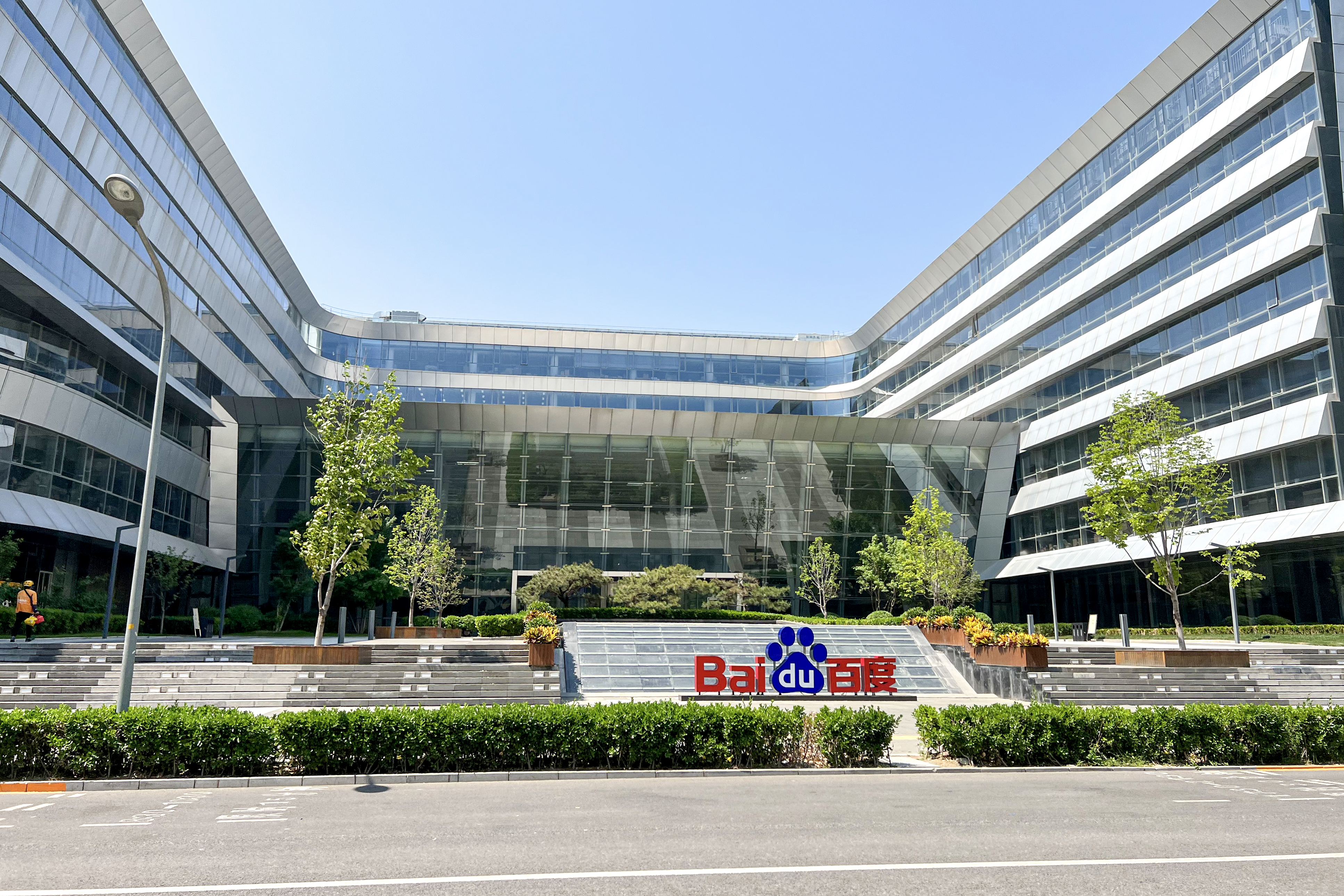
بایدو

بایدو (به چینی: 百度؛ به انگلیسی: Baidu) یک وبگاه جستجوگر چینی است که دارای ۵۷ خدمت گوناگون، از جستجو گرفته تا شبکه‌های اجتماعی می‌باشد. این وبگاه قابلیت جستجو در اینترنت، شامل عکس و فایل‌های صوتی مانند MP3 و… را فراهم می‌کند. از دیگر قابلیت‌های این وبگاه نوشتن عبارت مورد نظر به خط پین یین و برگرداندن آن به‌طور خودکار به چینی نوشتاری و جستجو بر اساس آن می‌باشد. این موتور جستجوگر در سپتامبر ۲۰۱۱ ششمین وبگاه پربازدید دنیا و پربازدیدترین وبگاه چین بوده‌است.
بایدو ۷۴۰ میلیون صفحه، ۸۰ میلیون عکس و ۱۰ میلیون فایل چند رسانه‌ای را به صورت ایندکس دارد.

## هک
ارتش سایبری جمهوری اسلامی ایران در صبح روز سه‌شنبه ۲۲ دی ۱۳۸۸ سایت بایدو، بزرگترین موتور جستجوگر چینی را هک کردند. طبق پیغامی که آنان پس از هک وبگاه بایدو گذاشتند، عنوان شده بود: ارتش سایبری ایران در اعتراض به دخالت‌های سایت‌ها بیگانه و صهیونیستی در امور داخلی کشورمان و پخش اخبار دروغ و تفرقه‌برانگیز راه‌اندازی شده‌است
بعد از آن گروهی از هکرهای چینی به نام «اتحادیه هانکر» وبگاه‌های رسمی حکومت ایران از جمله وبگاه رسمی ریاست جمهوری و رهبری را هک کردند.